# Casinaria monticola
Casinaria monticola là một loài tò vò trong họ Ichneumonidae.